# Осенний марафон
«Осе́нний марафо́н» — советский фильм 1979 года Георгия Данелии по сценарию Александра Володина, первоначально имевшему название «Горестная жизнь плута». Грустная философская комедия о человеке, пытающемся вести двойную жизнь и тем самым загоняющем себя в угол. Вышел на экраны в январе 1980 года.
В 1981 году был удостоен Государственной премии РСФСР имени братьев Васильевых.

## Сюжет
Андрей Бузыкин — мужчина средних лет, опытный переводчик, сотрудничающий с издательством, преподаватель Ленинградского университета. В личной жизни он разрывается между женой Ниной и молодой любовницей Аллой. Алла любит его и хочет, чтобы он завёл с ней ребёнка. Жена, уже немолодая, замучена бытом и семейными проблемами. Однако Андрей не считает возможным изменить свою жизнь и продолжает жить с женой, встречаясь с любовницей, при этом пытается поддерживать видимость нормальных отношений нелепыми объяснениями.
Мягкотелость Бузыкина, его неспособность сказать «нет» проявляются и в его отношениях с коллегами. Так, по настоянию своего гостя, датского профессора Хансена, Андрей, вопреки желанию, совершает в компании с ним пробежку по утрам. На работе бездарная однокурсница Варвара беззастенчиво эксплуатирует талант Бузыкина и к тому же вмешивается в его личную жизнь. Соседу, слесарю Харитонову, Бузыкин, несмотря на загруженность работой, не может отказать, когда тот заставляет его и Хансена поучаствовать в совместной попойке, а потом увлекает обоих собутыльников в лес по грибы. Опаздывающий представить работу в срок Андрей теряет позиции в издательстве. Алле надоедает нерешительность Андрея, и она пытается порвать с ним.
Взрослая дочь Бузыкиных, живущая уже со своей семьёй, вместе с мужем улетает в командировку на два года на далёкий остров Жохова, даже не посоветовавшись с родителями, что становится для её матери Нины большим потрясением. После проводов дочери Бузыкин признаётся Нине в «закончившемся» романе, но в разговоре нечаянно упоминает, что был в вытрезвителе с целью вызволения Хансена, которого напоил Харитонов. Нина принимает это за очередную ложь, ссорится с ним и уходит из дома.
После этого Бузыкин пытается строить отношения с окружающими более решительно. Так, придя на работу, он осаживает Варвару, затем отказывает студенту-халтурщику, выпрашивающему у него зачёт. Коллеге, которого Бузыкин считает интриганом и непорядочным человеком, он резко заявляет: «А вот руки-то я вам не подам!». Позже, когда Харитонов приходит к нему расспросить о результатах похода в вытрезвитель, Бузыкин выстраивает разговор так, что тот тушуется.
Вернувшись домой и обнаружив, что Нина ушла, Бузыкин явно ощущает облегчение. Но ему звонит Алла, и во время этого разговора неожиданно возвращается жена, которая спрашивает Андрея, действительно ли у него «там — всё»? Он отвечает: «Записываю, завтра в семь кафедра».
В последней сцене фильма по улице вечереющего мегаполиса бегут Хансен и Бузыкин.

## В ролях
- Олег Басилашвили — Андрей Павлович Бузыкин[2], переводчик
- Наталья Гундарева — Нина Евлампиевна («Эн-Е»), жена Бузыкина
- Марина Неёлова — Алла Михайловна Ермакова, машинистка, любовница Бузыкина
- Евгений Леонов — Василий Игнатьевич Харитонов, слесарь, сосед Бузыкина
- Норберт Кухинке — Билл Хансен, профессор-славист из Дании
- Николай Крючков — дядя Коля, сосед Аллы по коммунальной квартире
- Галина Волчек — Варвара Никитична («Дюймовочка»), коллега и бывшая однокурсница Бузыкина
- Ольга Богданова — Лена, дочь Бузыкиных (роль озвучила Наталья Гундарева)
- Дмитрий Матвеев — Виктор, зять Бузыкиных (роль озвучил Станислав Захаров)
- Владимир Грамматиков — Евгений Пташук, друг Аллы
- Вадим Медведев — Шершавников, коллега Бузыкина
- Никита Подгорный — Георгий Николаевич Веригин, директор издательства
- Владимир Пожидаев — водитель
- Борислав Брондуков — «защитник» при ДТП
- Владимир Фирсов — Лифанов, нерадивый студент
- Рене Хобуа — не снимался в фильме, но указан в титрах
- Георгий Данелия — Отто Скорцени, офицер в телефильме, который смотрят Бузыкины (в титрах не указан)
- Олег Куликович — студент (в титрах не указан)

## Съёмочная группа
- Режиссёр: Георгий Данелия
- Сценарист: Александр Володин
- Оператор: Сергей Вронский
- Художники: Леван Шенгелия, Элеонора Немечек
- Композитор: Андрей Петров
- Дирижёр: Сергей Скрипка
- Второй режиссёр: Юрий Кушнерёв
- Звукооператор: Александр Погосян
- Монтажёр: Татьяна Егорычева
- Музыкальный редактор: Раиса Лукина
- Директор картины: Виталий Кривонощенко

## История создания
В конце 1970-х Александр Володин написал сценарий «Горестная жизнь плута». Он позвонил Георгию Данелии, который был тогда худруком объединения комедийных и музыкальных фильмов, и сказал, что, как ему кажется, объединению этот сценарий может быть интересен. Данелия отдал сценарий молодым режиссёрам Юрию Кушнерёву и Валерию Харченко. Однако Александру Калягину, который, по задумке Володина, должен был исполнять главную роль, не понравилось, что фильм будут снимать неопытные режиссёры. Тогда Данелия предложил снять фильм Павлу Арсенову. Арсенов с радостью согласился и пообещал приступить к съёмкам фильма после того, как закончит работу над своим фильмом. Вскоре Володин и Калягин встретили Арсенова в ресторане Дома кино; они проговорили около часа, но Арсенов ни слова не сказал о «Горестной жизни плута». Калягин решил, что раз Арсенова новый сценарий совершенно не волнует, будет лучше найти другого режиссёра. А через неделю Володин пришёл к Данелии и объявил о своём решении сделать из сценария пьесу и отдать в театр. «Зачем? — возмутился Данелия, — По этому сценарию можно снять отличный фильм!». В ответ на это Володин предложил Данелии снять фильм самому. Тот ответил, что это «не его материал»: о Володине ходили слухи, что он не позволяет корректировать свои сценарии, и Данелия опасался с ним работать. Однако Володин оказался гораздо покладистей, и они с Данелией принялись за работу.

### Подбор актёрского состава
После корректировки сценария Г. Данелии стало ясно, что Калягин не подходит на роль Бузыкина. Володин не стал возражать. «Теперь это твой фильм, — сказал он, — тебе и решать». Сообщить Калягину эту новость поручили Юрию Кушнерёву, что он охотно сделал, ведь это из-за Калягина он стал не режиссёром-постановщиком фильма, а всего лишь вторым режиссёром.
Нужно было искать другого актёра. Ассистент по актёрам Елена Судакова предложила кандидатуру Олега Басилашвили. Но Данелия отказался его снимать. «Я его в театре тогда не видел, — сказал он позднее, — а в фильмах Рязанова он мне казался таким уверенным, властным — словом, совсем не Бузыкин». На роль Бузыкина пробовалась, по выражению Данелии, «вся актёрская сборная Советского Союза» — Леонид Куравлёв, Николай Губенко, Станислав Любшин, Анатолий Кузнецов и другие. Но после каждой пробы Данелия говорил: «Хорошо. Но — не то».
Судакова вновь предлагала Басилашвили, но режиссёр упорно отказывался. В конце концов Елена сама вызвала Басилашвили из Ленинграда. Появление этого актёра на «Мосфильме» было для Данелии неожиданностью, но ему ничего не оставалось, кроме как согласиться провести пробы вечером того же дня. Судакова предложила Данелии подбросить Басилашвили до Покровских ворот, что он и сделал. Высадив Басилашвили и проехав 50 метров, он посмотрел в зеркало заднего вида и увидел, что Басилашвили совершенно преобразился: «Смотрю, совсем другой человек стал, — вспоминал он позже. — Кепка у него как-то набок съехала, улицу перейти не может: рыпнется вперёд — и тут же назад. Так это же Бузыкин!». После этого он позвонил Судаковой и сообщил, что берёт Басилашвили без проб. Оказалось, что это была её задумка: она знала, что Данелия посмотрит в зеркало заднего вида и подговорила Басилашвили сыграть Бузыкина.
Замысел снять Марину Неёлову у Георгия Данелии появился задолго до начала работы над «Осенним марафоном». Впервые он увидел её в курсовой работе своего ученика по режиссёрским курсам, где она играла работницу метро. Тогда он подумал: «Надо обязательно снять эту девочку». Приступив к «Осеннему марафону», Данелия поручил Судаковой найти эту актрису, что она и сделала.
С ролью Варвары проблем не было: Данелия сразу утвердил на неё Галину Волчек, с которой он познакомился ещё в детстве. Также сразу было решено, что в фильме сыграет Евгений Леонов. Но первоначально для него была уготована роль соседа Аллы (впоследствии эта роль досталась Николаю Крючкову). На том, чтобы дать ему более заметную роль, настояла Судакова, за что Данелия был ей очень благодарен (впрочем, как и за Басилашвили в роли Бузыкина).
Последним вакантным местом в актёрском составе стала роль профессора Хансена. Юрий Кушнерёв предложил на неё своего знакомого, журналиста из ФРГ Норберта Кухинке. Данелия попросил Кушнерёва сделать так, чтобы он мог посмотреть на Кухинке, не знакомясь с ним. Кушнерёв назначил Норберту встречу у проходной «Мосфильма». Данелия, увидев Кухинке, понял, что он идеально подходит на эту роль. Но сам к нему тогда не подошёл: чтобы пригласить на съёмки гражданина западного государства, требовалось получить разрешение вышестоящих органов. Чтобы получить его, создатели фильма обратились в иностранный отдел Госкино. Оттуда их перенаправили в МИД, из МИДа — в КГБ, из КГБ — в Управление по обслуживанию дипкорпуса, а оттуда — снова в Госкино. Тогда Михаил Шкаликов, начальник иностранного отдела Госкино и знакомый Данелии, посоветовал ему не спрашивать ни у кого разрешения — его никто не даст, потому что никто не хочет брать на себя ответственность. Так Данелия и поступил. После этого он обратился к самому Кухинке, но тот отказался сниматься — он был занят работой, да и опыта съёмок у него не было. Но режиссёру удалось уговорить его, пообещав, что съёмки займут всего 10 дней (в итоге они растянулись на месяц). Но затем возникли новые проблемы — фактом задействования в фильме западногерманца возмутилось руководство ГДР. Чтобы не ущемлять ничьих интересов, было решено сделать Хансена не немецким, а датским профессором.

### Название
Первоначально сценарист фильма Александр Володин назвал свой киносценарий «Горестная жизнь плута». Однако это название не соответствует сути фильма: оно характеризует Бузыкина только лишь отрицательно, в то время как его образ гораздо сложнее. Позднее авторами было придумано другое название, более нейтральное и соответствующее смыслу картины — «Осенний марафон». Прилагательное «осенний» использовано потому, что главному герою, хоть он и достаточно молод, уже не 20, а существительное «марафон» — потому что он всё «бежит», не находит времени остановиться и «оглядеться».

### Сдача фильма
Данелия боялся, что начальство забракует финал картины: ему казалось, что чиновники Госкино обвинят его в том, будто герои бегут в Швецию. Когда фильм был готов и Данелия сдавал его начальнику «Мосфильма» Николаю Сизову, тот сказал: «Неплохо. Надо подумать о финале», однако имел в виду, как выяснилось, другое: он считал, что в конце фильма Бузыкин должен окончательно вернуться к жене. Данелия категорически отказался.
В Госкино сделали несколько незначительных замечаний, но про финал ничего не сказали. На следующий день Данелии позвонил Сизов и сообщил, что в Госкино забыли указать: финал нужно исправить — Бузыкин должен либо вернуться к жене, либо быть примерно наказан. Данелия ответил, что он может лишь удлинить сцену крупного плана Бузыкина в финале. Однако позже выяснилось, что и это невозможно, поскольку записей фрагмента больше не осталось. Данелии пришлось везти фильм в Госкино без изменений. Когда просмотр фильма закончился, замминистра культуры (который пришёл к концу фильма) спросил: «Ты крупный план удлинил?». «Удлинил!» — сказал Данелия. «Намного лучше стало», — отметил замминистра.

## Параллели с реальными событиями
Известно, что автор сценария Александр Володин положил в основу сюжета свою собственную жизненную ситуацию. В сходных ситуациях оказывались и многие другие создатели фильма: Георгий Данелия (тогда он развёлся со своей второй женой, Любовью Соколовой), Наталья Гундарева (её второй муж, Виктор Корешков, влюбился в певицу Валентину Игнатьеву), Галина Волчек (она побывала в положении и жены Бузыкина, и любовницы — в частности, известно, что ей изменял её первый муж, Евгений Евстигнеев). Только исполнитель роли самого Бузыкина, Олег Басилашвили, не мог понять сути фильма. Но спустя несколько лет, встретив Данелию, он сказал ему «Да, теперь я знаю, о чём мы сняли кино…».
В таких ситуациях оказывались и другие люди, в том числе некоторые знакомые мужчины Данелии. Неудивительно, что после премьеры они заподозрили, что он списал сюжет с них. Кроме того, в кинематографической среде обратили внимание на то, что имя и отчество Бузыкина совпадают с именем и отчеством композитора фильма Андрея Петрова, а инициалы жены Бузыкина — с инициалами жены Петрова, Натальи Ефимовны, которую, как и первую, часто звали «Эн-Е». Однако Петров утверждает, что любовницы по имени Аллочка у него не было.
Фильм вызвал критику многих женщин. Одних не устраивало то, что Бузыкин не вернулся окончательно к жене, других — что не ушёл к любовнице. Это объяснялось тем, что эти женщины сами оказывались на месте соответственно жены или любовницы. В частности, на просмотре фильма на фестивале в Сан-Себастьяне присутствовала отечественная переводчица, которая три года была влюблена в женатого мужчину, а он никак не решался уйти от жены. Под конец картины, когда стало ясно, что Бузыкин не уйдёт от жены, она крикнула Данелии: «Вы подлец, Георгий Николаевич!». И выбежала из зала.

## Награды
- Кинофестиваль в Сан-Себастьяне (1979) — главный приз «Золотая раковина» и премия ФИПРЕССИ[9];
- Венецианский кинофестиваль (1979) — премия итальянских журналистов за лучшую мужскую роль (Евгений Леонов)[9] и премия ФИПРЕССИ[10];
- Всесоюзный кинофестиваль в Душанбе (1980) — главный приз[9][10];
- МКФ комедийных фильмов в Шамрусе (1980) — главный приз[9];
- Берлинский кинофестиваль (1980) — приз международного евангелического жюри — специальная рекомендация (программа «Форум»)[11];
- МКФ комедийных фильмов в Габрове (1981) — специальный приз[10];
- Государственная премия РСФСР имени братьев Васильевых (1981)[9][10].

Кроме того, фильм мог бы претендовать на премию «Оскар», однако этому помешал ввод советских войск в Афганистан.

## Факты
- В первых кадрах Бузыкин диктует Алле как свой перевод стихотворение Александра Володина «А что природа делает без нас?..».
- Повесть, которую Бузыкин «помогал» переводить Варваре Никитичне, а на деле перевёл сам, называется «Горестная жизнь плута», как и сценарий фильма, написанный Александром Володиным.
- Наталья Гундарева пришла на съёмки фильма со сценарием, исписанным пометками и замечаниями. В тексте она подчеркнула места, которые вызывали у неё сомнения. Актриса полностью продумала свою роль — вплоть до каждого костюма. Данелия, увидев это, сказал: «Если вы сами захотите снять фильм, я вам эту возможность предоставлю в своём объединении, вы — законченный режиссёр»[4].
- Галине Волчек не понравилось, как её снял оператор Сергей Вронский[5]. Ещё до «Осеннего марафона» она сыграла много «чудовищ». Это амплуа ей сильно не нравилось, и она хотела бросить сниматься в кино. Но на предложение Данелии всё же согласилась, о чём пожалела, увидев себя на экране: «Эта мымра — я?!» — ужаснулась она. После съёмок она решилась на операцию по удалению родинки на носу, которая, по её мнению, уродовала её больше всего[6]. В итоге «Осенний марафон» стал одним из последних появлений Волчек на экране в художественных фильмах, в 1980-е и 1990-е она снялась ещё в нескольких фильмах-спектаклях и телепроектах.
- Фраза «коза закричала нечеловеческим голосом» встречается в сценарии Володина как продукт деятельности бездарной переводчицы, но встречается также в устном рассказе Ираклия Андроникова «Веду рассказ о Маршаке»[12] (как реплика Алексея Толстого): «…Иван Уксусов? В его рассказе коза закричала нечеловеческим голосом», и как цитата из школьных сочинений, а также в записных книжках Сергея Довлатова «Соло на ундервуде». Кроме того, в оперетте «Летучая мышь» (либретто Николая Эрдмана) любовница, которую рассказчик, нечаянно упомянув её в своём повествовании об охоте, пытается выдать за собаку, кричит «нечеловеческим голосом»[13].
- В квартире Бузыкиных висит репродукция картины «Голова клоуна» популярного в 1950—1960-е годы французского художника Бернара Бюффе. Клоун на портрете изображён в характерном для работ Бюффе грустном, меланхоличном настроении, что перекликается с ролью «грустного клоуна» Бузыкина[14].
- Постельную сцену Бузыкина с любовницей решили переснять. Но выяснилось, что дом, в котором до этого была съёмка, снесён, от него осталось только две стены; поэтому фактически съёмка проводилась под открытым небом. Поскольку уже была зима, между обнажёнными актёрами, накрытыми, как требовал сценарий, лишь простынёй, положили электрический обогреватель, который к концу съёмок загорелся[15].